# Beyond Good and Evil (álbum)
Beyond Good and Evil es el séptimo álbum de estudio de la banda inglesa de rock The Cult. Lanzado en 2001, es el primer álbum nuevo en seis años y medio. Debutó en el puesto N° 37 en Estados Unidos, N° 22 en Canadá, N° 25 en España.
Sólo se editó un sencillo, "Rise", lanzado oficialmente y con un video musical. Las canciones "Breathe" y "True Believers" fueron editados como sencillos promocionales, pero no son sencillos oficiales.
Este álbum también marca el regreso de Matt Sorum como baterista de The Cult. A pesar de que Sorum estuvo con la banda en la gira de "Sonic Temple" en 1989 y 1990, es la primera vez que graba un álbum de estudio con la banda.

## Lista de temas
Todas las canciones fueron escritas por Ian Astbury and Billy Duffy, excepto cuando se indica.
1. "War (The Process)" - 4:12
2. "The Saint" - 3:36
3. "Rise" - 3:39
4. "Take the Power" - 3:55
5. "Breathe" (Astbury, Duffy, Mick Jones, Marti Frederiksen) - 4:59
6. "Nico" - 4:49
7. "American Gothic" - 3:56
8. "Ashes and Ghosts" (Astbury, Duffy, Bob Rock) - 5:00
9. "Shape the Sky" - 3:29
10. "Speed of Light" (Astbury, Duffy, Rock) - 4:22
11. "True Believers" - 5:07
12. "My Bridges Burn" - 3:51

En determinadas regiones se agregaron diferentes "bonus tracks":
- "Libertine" (Bonus track - en Australia y Japón)